# Нова Сушиця
Нова Сушиця (словен. Nova Sušica) — поселення в общині Півка, Регіон Нотрансько-крашка, Словенія. Висота над рівнем моря: 439 м.